# Stadion Stožice (album)
Stadion Stožice je tretji album v živo slovenske rock skupine Siddharta, izdan leta 2011. Album je bil v celoti posnet na koncertu, ki je potekal 18. junija 2011 na Stadionu Stožice. Za razliko od albuma VI je na tem albumu celoten koncert, ne le izbrane nove pesmi. Vsebuje dva DVD-ja: na prvem je posnetek celotnega koncerta, na drugem pa dokumentarni film o skupini in 3D foto galerija.

## Seznam pesmi
Avtorske pravice so navedene pri originalnih izvedbah pesmi, razen Dviga Slovenija zastave, ki jo je napisala skupina Siddharta.
| Št.             | Naslov                                  | Dolžina |
| --------------- | --------------------------------------- | ------- |
| 1.              | „VI‟                                    | 1:48    |
| 2.              | „Napoj‟                                 | 4:16    |
| 3.              | „General‟                               | 5:39    |
| 4.              | „Dviga Slovenija zastave‟               | 4:23    |
| 5.              | „Klinik‟                                | 4:32    |
| 6.              | „Pot v X‟                               | 4:12    |
| 7.              | „Domine‟                                | 4:27    |
| 8.              | „Japan‟                                 | 4:54    |
| 9.              | „Hollywood‟                             | 5:02    |
| 10.             | „Baroko‟                                | 4:25    |
| 11.             | „Homo carnula‟                          | 6:44    |
| 12.             | „Na soncu‟                              | 5:33    |
| 13.             | „Neon (Shusuglao)‟ (feat. Josipa Lisac) | 6:09    |
| 14.             | „Noraterra‟                             | 4:51    |
| 15.             | „T.H.O.R.‟                              | 2:04    |
| 16.             | „Narava‟                                | 5:47    |
| 17.             | „Napalm 3‟                              | 4:13    |
| 18.             | „Bel labod‟                             | 5:15    |
| 19.             | „Spet otrok‟                            | 5:22    |
| 20.             | „Samo edini‟                            | 7:41    |
| 21.             | „Sam‟                                   | 5:07    |
| 22.             | „Ring‟                                  | 2:00    |
| 23.             | „Postavi se na mojo stran‟              | 4:22    |
| 24.             | „Indian Boy‟                            | 4:58    |
| 25.             | „Malishka‟                              | 4:41    |
| 26.             | „Platina‟                               | 4:33    |
| 27.             | „Od višine se zvrti‟                    | 7:34    |
| 28.             | „Bonsai‟                                | 6:42    |
| 29.             | „B mashina‟ (feat. Laibach)             | 8:15    |
| 30.             | „Rave‟                                  | 7:09    |
| 31.             | „Le mavrica‟                            | 7:00    |
| 32.             | „Arena‟                                 | 5:41    |
| 33.             | „Male roke‟                             | 3:37    |
| 34.             | „Orion Lady‟                            | 5:35    |
| 35.             | „Vojna idej‟                            | 14:40   |
| Skupna dolžina: | Skupna dolžina:                         | 3:09:11 |

## Zasedba

### Siddharta
- Tomi Meglič – vokal, kitara
- Primož Benko – kitara, spremljevalni vokal
- Boštjan Meglič – bobni
- Jani Hace – bas kitara, spremljevalni vokal
- Tomaž Okroglič Rous – klaviature, spremljevalni vokal

### Dodatni glasbeniki
- Gregor Budal – spremljevalni vokal
- Boštjan Andrejc – Buši – spremljevalni vokal (kot "Boštjan Andrejc - Bushi")
- Martin Janežič – Buco – tolkala
- Josipa Lisac – vokal na Neon (Shusuglao)
- Laibach – izvedba pesmi B mashina

### Dodatna pomoč
- Peter Brandt – snemalni inženiring
- Tisa Frelih – oblikovanje zvoka
- Klemen Dvornik – režija posnetka koncerta